# Lolong

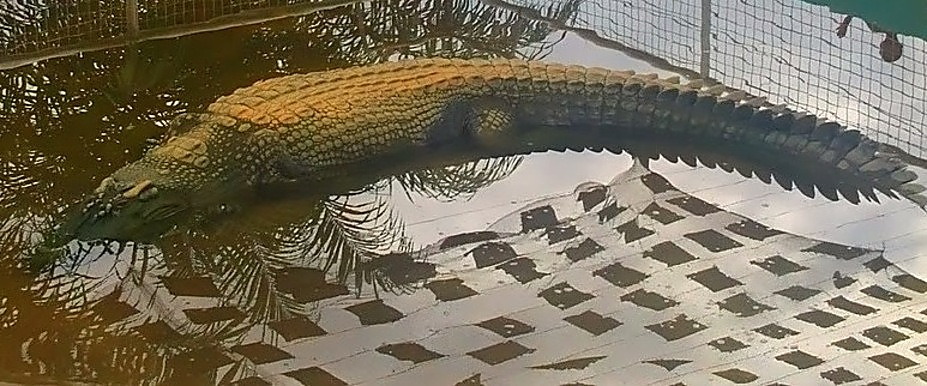
Lolong

Lolong var en saltvattenkrokodil som var cirka sex meter lång och vägde vid infångandet 1054kg, vilket gör honom till den största krokodilen som någonsin hållits fångad.
Lolong, som misstänks ligga bakom ett par människors försvinnande, infångades i Filippinerna 2011. Lolong lär ha varit ungefär 50 år gammal och var så stor, nämligen 6.17 meter, att han kunde döda och äta en vattenbuffel, något som bekräftats genom undersökningar av mag- och tarminnehållet.
Lolong avled 10 februari 2013.